# Karl von Freymann

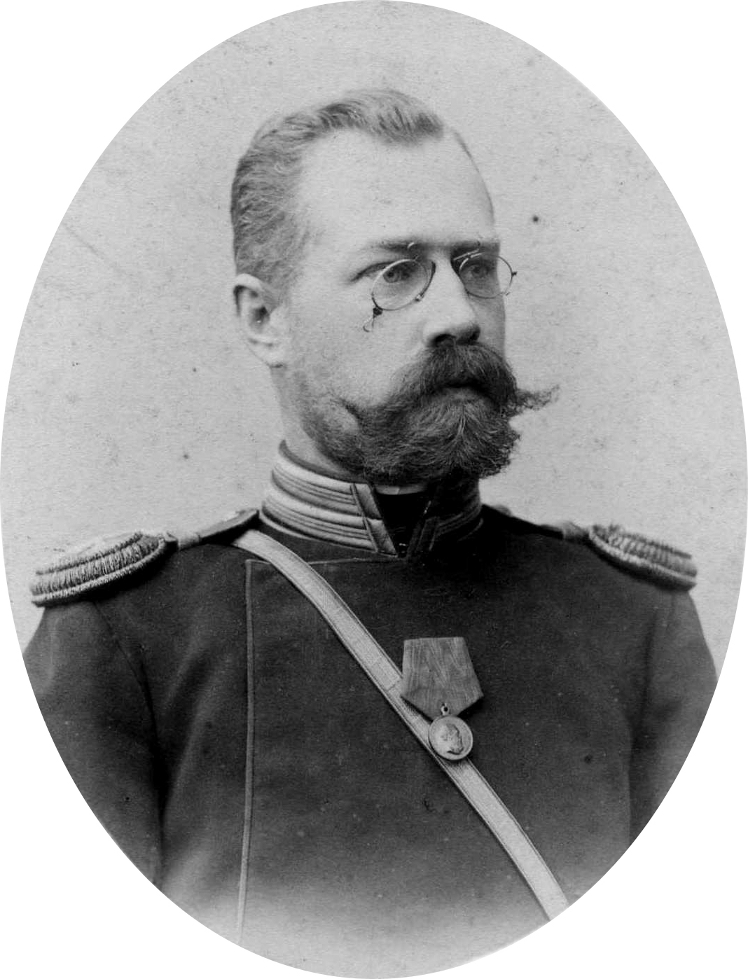
Karl von Freymann

Karl von Freymann (russisch: Карл Владимирович Фрейман; * 21. Oktober 1861 in Narva; † 20. November 1920 in Nowgorod) war baltischer Herkunft und ein Generalmajor in der Kaiserlich-russischen Armee.

## Leben
Karl hatte von 1871 bis 1880 das Gymnasium Nr. 6 in Warschau besucht und trat unmittelbar danach als Freiwilliger in das Leibgarde-Infanterie-Regiment ein, welches in Sankt Petersburg stationiert war. Er nahm an der 2. Konstantinowschen Militärschule (später Konstantinowsche Artillerieschule) an der Offiziersausbildung teil, die er mit dem Offizierspatent abschloss und am 4. August 1884 zum Unterfähnrich befördert wurde. Bereits am 28. Januar 1885 wurde er auf Allerhöchsten Befehl zum Secondeleutnant befördert. Als Bataillonsadjutant der 4. Batterie diente er von 1886 bis 1893 und war zeitweilig Regimentsadjutant und Vorsteher der Soldatenkinderschule. Am 9. April 1889 wurde er rückwirkend zum 28. Januar 1889 zum Leutnant befördert und ab dem 8. Oktober 1891 offiziell zum Vorsteher der Soldatenkinderschule bestellt, die er dann bis zum 15. September 1895 leitete. Er diente dann im 2. Bataillon des Leibgarderegiments und nahm 1896 an den Krönungszeremonien des Zaren Nikolaus II. in Moskau teil. Seine nächste Beförderung zum Stabskapitän erfolgte 1897, gleichzeitig wurde zum Kompaniechef der 3. und später der 13. Kompanie ernannt, 1900 wurde er in dieser Verwendung zum Kapitän befördert. Von 1905 bis 1908 war er Regimentsversorgungsoffizier und wurde 1907 zum Oberst befördert. Am 17. November 1908 wurde er zum Kommandeur des 2. Bataillons ernannt und kommandierte dieses bis 1910. Er nahm nun einige unterschiedliche Sonderaufgaben war und wurde dann am 9. März 1913 zum Kommandeur des Kaiserlich Russischen 85. Wiborgischen Infanterie-Regiments Sr. Königlichen Hoheit des Prinzen Wilhelm von Preußen in Nowgorod ernannt. Mit diesem Regiment nahm er ab 1914 am Ersten Weltkrieg teil und kämpfte mit diesem bei Heidenburg und Loh sowie an der Einnahme Warschaus. Im Dezember 1914 wurde er zum Generalmajor befördert und war danach als Brigadekommandeur und später Kommandeur einer Division, er war bis zum Kriegsende an der West- und Südfront in Rumänien eingesetzt worden. Nach dem Krieg lebten er und seine Familie unter einfachsten Verhältnissen in Nowgorod. Er geriet in den Strudel der Oktoberrevolution und kam in Gefangenschaft, in der er zur Zwangsarbeit verurteilt wurde. In Folge einer Nierenerkrankung, die er sich während Gefangenschaft und Deportation zugezogen hatte, starb er kurz nach seiner Freilassung am 20. November 1920.

## Auszeichnungen
Während des Ersten Weltkrieges wurde er mit dem Orden des Heiligen Wladimir  (4. und 3. Klasse) und dem Goldenen Schwert für Tapferkeit ausgezeichnet. Zuvor war er mit folgenden Orden dekoriert worden:
- 1903 Russischer Sankt-Stanislaus-Orden (3. Klasse)
- 1906 Russischer Orden der Heiligen Anna (3. Klasse)
- 1915 Russischer Sankt-Stanislaus-Orden (1. und 2. Klasse)
- 1898 Bulgarischer Sankt Alexanderorden 5. Klasse

Darüber hinaus wurde er mit mehreren Medaillen und Brustabzeichen geehrt: Krönungsmedaille Nikolai II., Gedenkmedaille an die Volkszählung 1897, Medaille des Roten Kreuzes, Brustabzeichen zum Gedächtnis des 150-jährigen Bestehens des Leibgardegrenadierregiments und des 85. Wiborger Regiments. 

## Herkunft und Familie
Karl stammte aus dem Adelsgeschlecht von Freymann und war der Sohn des Gutsbesitzer Otto Woldemar von Freymann a.d.H. Nursie (1828–1871) und der Pauline Sophie von Stackelberg (1828–1903). Er heiratete 1895 Natalie Therese Lucander (* 1866 in Finnland). Ihre Nachkommen waren: Eugenie (* 1896 in Sankt Petersburg; † 1902 in Udelnyana Russland), Margarethe (* 15. Mai 1900 in Sankt Petersburg) und Helene (Nelly) (* 1904 in Sankt Petersburg).